# Alsomyia olfaciens
Alsomyia olfaciens är en tvåvingeart som först beskrevs av Pandelle 1896.  Alsomyia olfaciens ingår i släktet Alsomyia och familjen parasitflugor. Inga underarter finns listade i Catalogue of Life.